# Adam Id Salem
Adam Id Salem, född 25 september 1998, är en svensk fotbollsspelare som spelar för IFK Haninge.

## Karriär
Id Salem spelade fram till 2014 för Syrianska FC:s ungdomslag. Mellan 2015 och 2016 spelade han för Vasalunds IF:s U17 och U19-lag. Id Salem debuterade för Vasalund i Division 1 den 7 maj 2017 i en 1–1-match mot Arameisk-Syrianska IF. Totalt spelade han nio ligamatcher under säsongen 2017. Säsongen 2018 spelade Id Salem 22 ligamatcher och gjorde ett mål i Division 2, då Vasalund återblev uppflyttade till Division 1.
Säsongen 2019 spelade Id Salem 20 ligamatcher. Säsongen 2020 spelade han 27 ligamatcher och gjorde ett mål då Vasalund blev uppflyttade till Superettan. Id Salem gjorde sin Superettan-debut den 11 april 2021 i en 5–1-förlust mot Jönköpings Södra.
2024 gick Id Salem till division 2-klubben IFK Haninge.